# Gimbap
Le gimbap ou kimbap (hangul : 김밥) est un en-cas ou un repas très populaire en Corée.
Il est fait de riz blanc (밥, bap), d'huile de sésame grillé et divers autres ingrédients, l'ensemble étant roulé dans une algue séchée (김, kim) du genre Porphyra, servi froid et coupé en tranches de la taille d'une bouchée. Le gimbap est souvent mangé lors des pique-niques ou d’événements en extérieur, ou comme un déjeuner léger avec différentes sortes de kimchi.

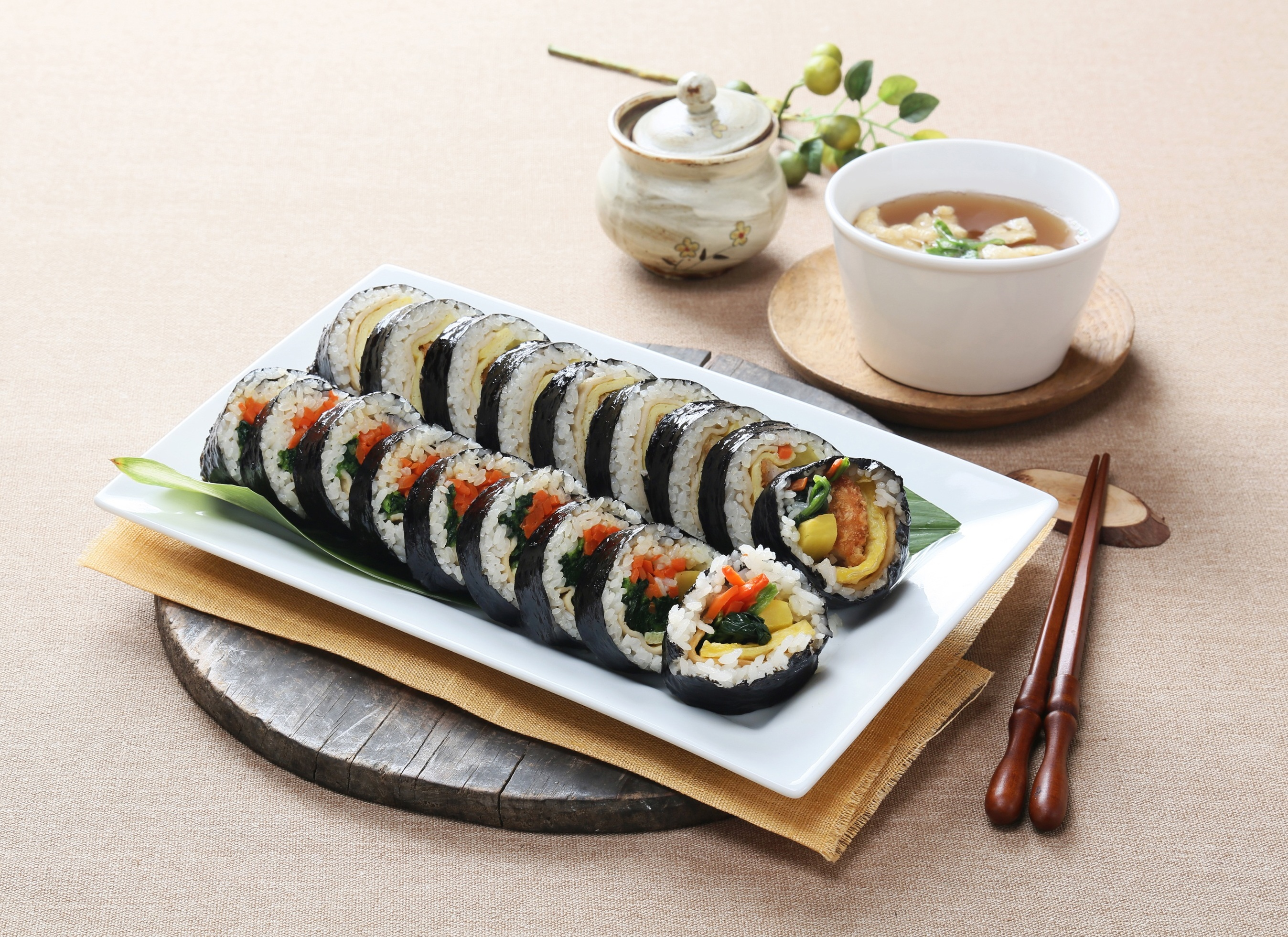
Un kimbap.

## Ingrédients et service

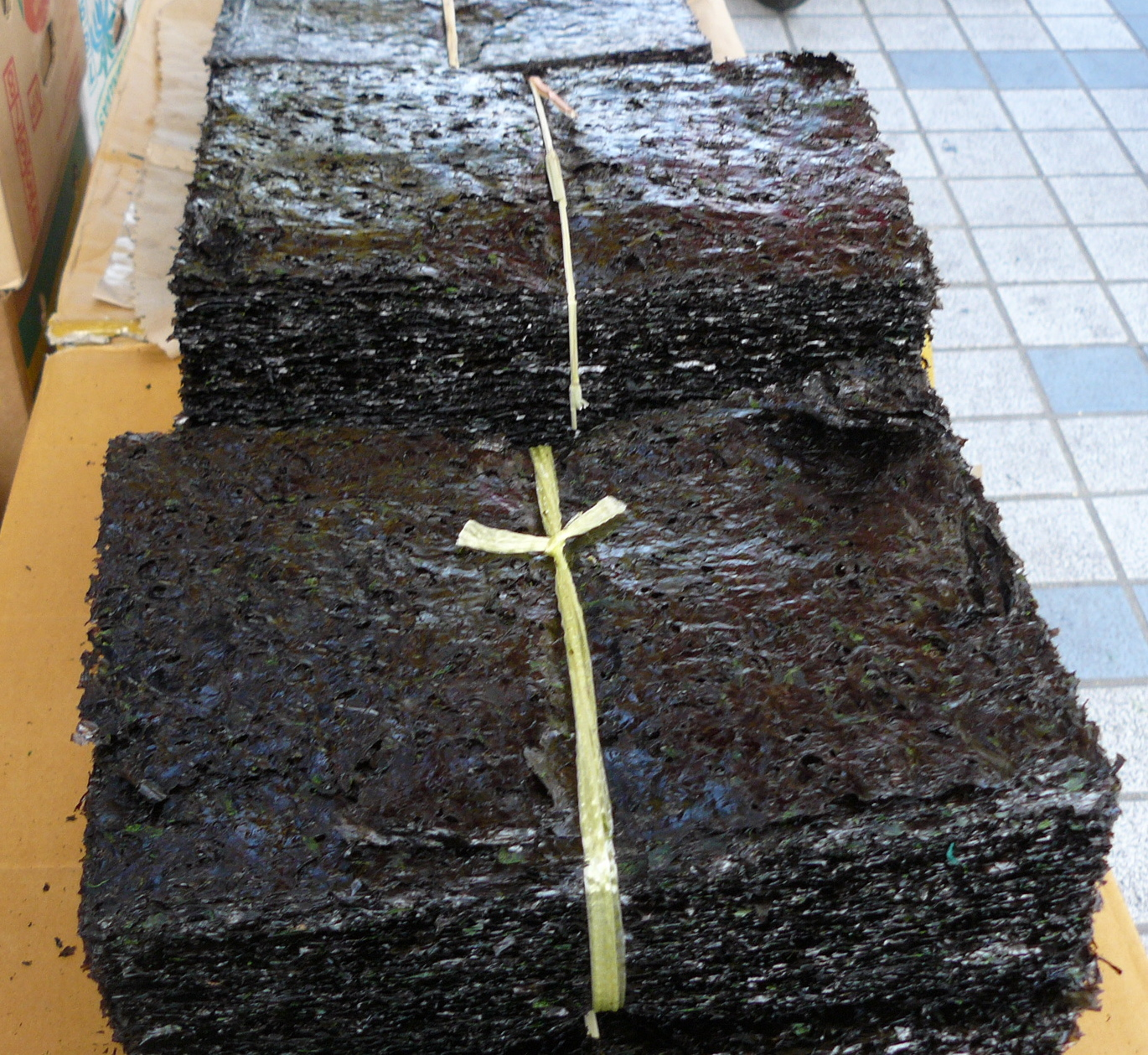
Gim coréen.

Les ingrédients de base entrant dans la composition du gimbap sont le riz, la viande ou tout ingrédient riche en protéine, et des légumes variés (assaisonnés au vinaigre, grillés ou frais).
Le riz est traditionnellement assaisonné de façon légère avec du sel et de l'huile de sésame. Les ingrédients les plus populaires pour la partie riche en protéines sont les œufs (par exemple sous forme d'omelette) ou un faux-filet. Les légumes comprennent habituellement des épinards, carottes et danmuji (des daikons au vinaigre). Une fois le gimbap roulé et coupé en tranches, il est servi avec des danmuji ou du kimchi.

## Variantes
Du riz blanc à grain court est généralement utilisé.
En dehors des ingrédients déjà cités, certaines variantes se trouveront avec du fromage, des calmars épicés et cuits, du kimchi, de la viande en conserve de marque SPAM, ou du thon en boîte. L'algue peut être brossée à l'huile de sésame ou parsemée de graines de sésame.
Le samgak gimbap (삼각김밥), proche de l'onigiri japonais, est un gimbap triangulaire vendu dans une supérette de quartier.

## Similarités avec lesmakizushide la cuisine japonaise

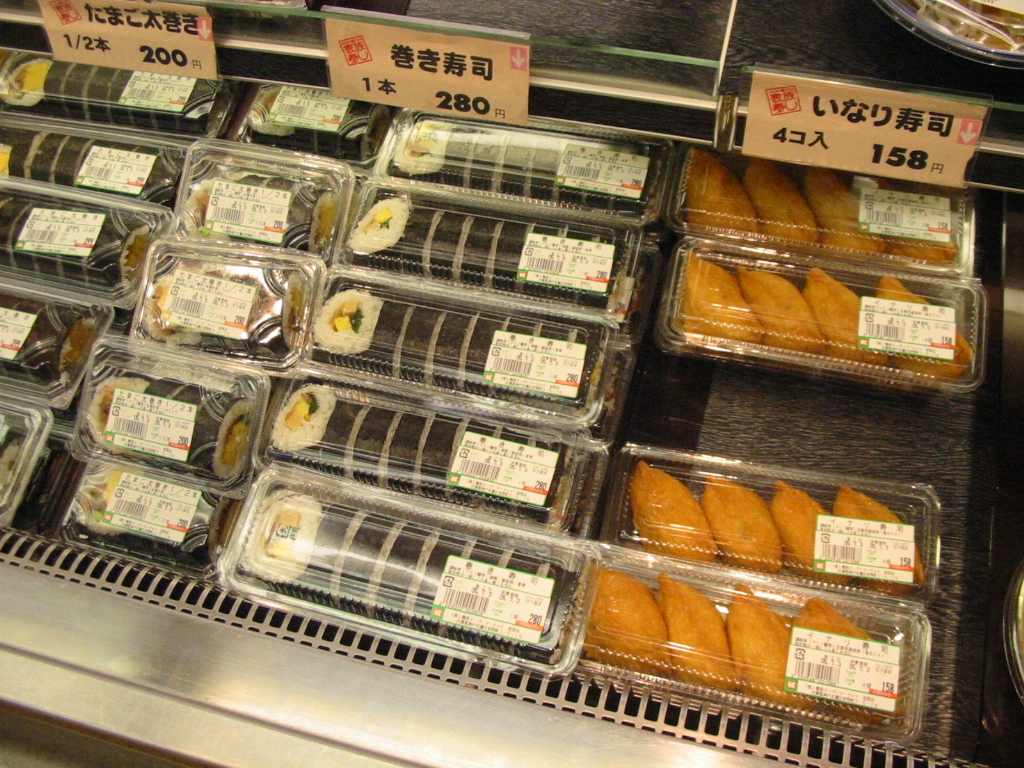
Makizushi et inarizushi japonais.

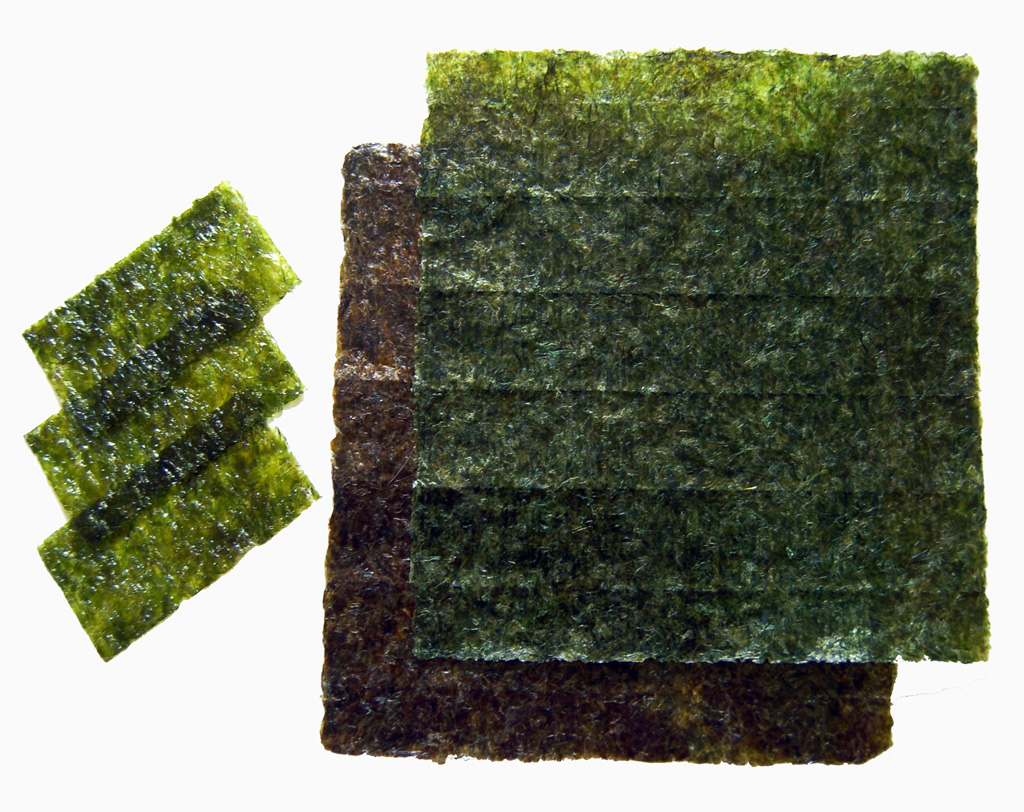
Nori japonaise.

Le gimbap viendrait des futomaki, issus de la cuisine japonaise, qui sont des makizushi de gros diamètre, et il serait devenu populaire chez les Coréens à l'époque moderne. Cependant, il est différent du sushi japonais par l'assaisonnement du riz et son contenu. Dans les makizushi japonais, des quantités assez significatives de vinaigre de riz doux sont ajoutées au riz et l'huile de sésame n'est pas utilisée traditionnellement, comme cela se fait pour le gimbap.
De même, le gimbap coréen ne contient en général pas de poisson cru et se prépare avec de nombreuses viandes et du jambon, des saucisses ou de la chair de crabe. Enfin, contrairement au makizushi, le gimbap n'est pas servi avec du gari ou de la sauce de soja mais du kimchi.

## Réputation internationale

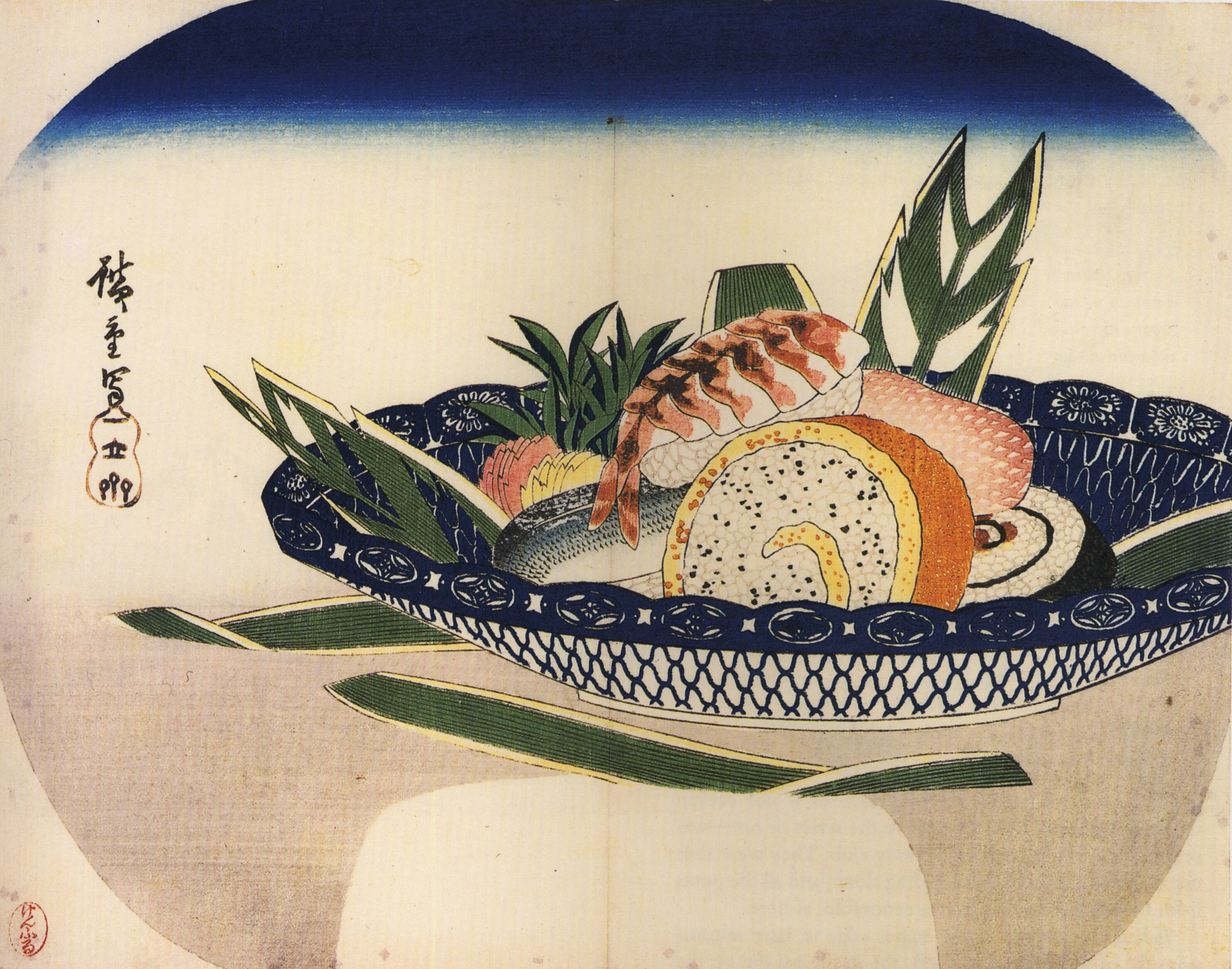
Sushi japonais aux alentours du XVIIIe siècle (Hiroshige Utagawa).

Le gimbap a été choisi parmi les 100 meilleures recettes coréennes pour les étrangers . Le site canadien straight.com a mis en avant le gimbap dans un article, en le comparant avec les sushis, sous le titre :  Korean kimbap rolls out of sushi's shadow (« Les rouleaux de kimbap coréens sortent de l'ombre des sushis ») ; l'article se conclut par cette phrase : « Il est inutile d'avoir de la sauce de soja, du wasabi ou du gingembre : le gimbap se suffit à lui-même. C'est [un plat] star attendant d'être découvert. »

## Franchises
De nombreux fast-food coréens existent, comme La Nation du kimbap (김밥나라) ou Le Paradis du kimbap (김밥천국).